# Julian Radulski
Julian Radulski (en búlgar: Юлиян Радулски; Plòvdiv, 24 de maig de 1972 - 16 de febrer de 2013) fou un jugador d'escacs búlgar, que va tenir els títols de Mestre Internacional des de 2001 i de Gran Mestre des de 2004.
El seu més elevat Elo fou de 2606 al novembre de 2010.

## Resultats destacats en competició
Les seves normes per al títol de GM les va fer al Memorial Iván Zanic a Stara Pazova el març de 2001, l'IXè Obert Aníbal a Linares al març de 2002 i a l'Obert Internacional de Gien el febrer de 2004.
Radulski va participar amb l'equip nacional de Bulgària en dues Olimpíades d'escacs, els anys 2002 en el quart tauler i 2004 al segon tauler suplent. En total, hi va fer 10,5 punts de 16 partides.
Pel que fa al Campionat d'Europa per equips, el 2003 va jugar en el tercer tauler de l'equip búlgar. El 2004 quedà tercer al Campionat de Bulgària.
El 2008 guanyà el XVI Obert de Montcada, per davant de Yuri González i Lázaro Bruzón. El juliol de 2008 fou subcampió de l'Obert de Torredembarra amb 7 punts de 9 (el campió fou Jorge A. González Rodríguez).
El 2010 va guanyar per davant d'Aleksander Miśta el Torneig Memorial Najdorf (Mieczsława Najdorfa) a Varsòvia.
També el 2010 va guanyar l'Obert Ciutat de Ferrol, cosa que li va permetre de superar la barrera dels 2600 punts Elo.
El mateix any fou tercer al 32è Campionat obert de Bulgària, a Plòvdiv (empatat al primer lloc amb 7,5 punts amb Vassil Spàssov i Atanas Kolev).
El 2011 es proclamà campió de Bulgària a Bankia, per davant d'Aleksandr Dèltxev. El 2012 va acabar 6è en el mateix campionat, en la que seria la seva darrera aparició en torneigs d'alt nivell.
El 16 de febrer de 2013 Julian Radulski va morir després d'una llarga malaltia.